# Albertino Mussato

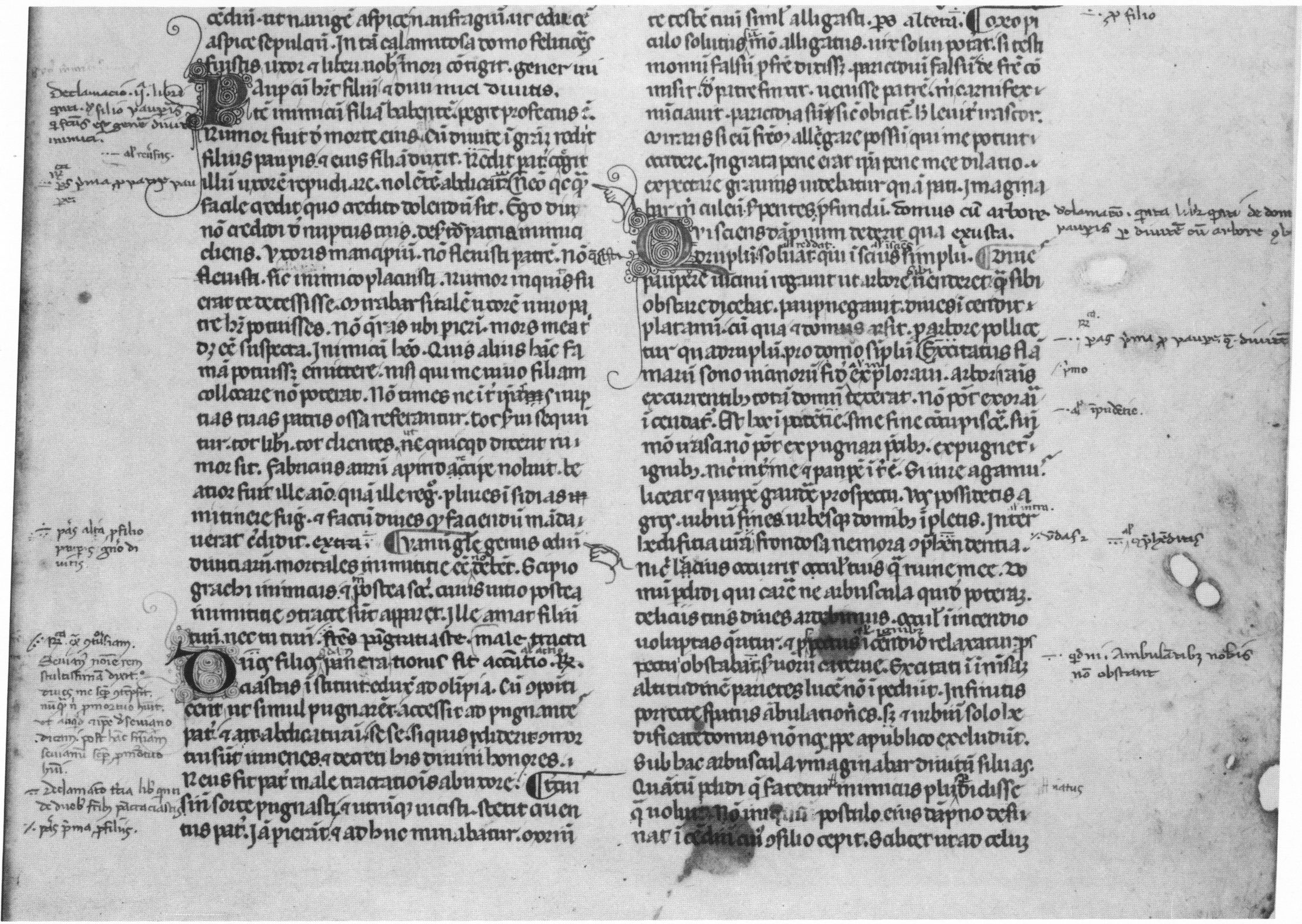
Eigenhändige Korrekturen und Randbemerkungen Mussatos in einer Handschrift der Controversiae Senecas des Älteren. Rom, Biblioteca Apostolica Vaticana, Vaticanus lat. 1769, fol. 73r (13./14. Jahrhundert)

Albertino Mussato (* 1261 in Padua; † 31. Mai 1329 in Chioggia) war ein italienischer Frühhumanist, Dichter und Geschichtsschreiber.

## Leben
Albertino Mussato stammte aus einfachen Verhältnissen. Gefördert wurde er in frühen Jahren von dem aus alter paduanischer Adelsfamilie stammenden Viviano del Musso. Zunächst verdiente sich Albertino durch das Kopieren von Büchern für Studenten Geld, später durchlief er eine Ausbildung zum Notar und ist in dieser Funktion Ende 1282 belegt. Albertino, der sich selbst in den von ihm als Notar ausgestellten Urkunden als Sohn des Ausrufers Giovanni Cavalerio bezeichnet, sollte dann den Beinamen Mussato (in lateinischen Dokumenten Muxatus bzw. Mussatus) annehmen.
Albertino war auch politisch aktiv, wobei er auf der Seite der Guelfen stand. Er erhielt die Unterstützung des einflussreichen Guglielmo Dente, in dessen Familie er einheiratete. 1296 wurde er Mitglied im Rat der Stadt Padua und war mit verschiedenen Aufgaben betraut, unter anderem als Gesandter bei Papst Bonifaz VIII. Albertino wurde schließlich in den Adelsstand erhoben. 
Mit der Ernennung des Scaligers Cangrande I. zum Herrn von Verona 1309 brachen unruhige Zeiten für Padua an. Dem 1311 von Heinrichs VII. zum Reichsvikar ernannten Ghibellinen, gelang es im gleichen Jahr das Padua unterstehende Vicenza zu entreißen. Im anschließenden Konflikt mit Cangrande I. wurde Antonio Mussato im September 1314 in der Schlacht vor den Toren von Vicenza verletzt gefangen genommen. Nach seiner Rückkehr aus der Gefangenschaft musste er kurzzeitig die Stadt verlassen. 1325 jedoch wurde die Macht der Guelfen in Padua endgültig durch die ghibellinischen Carraresi gebrochen, nachdem  bereits 1318 Giacomo da Carrara zum Signore der Stadt ernannt worden war. Seine Ermordung 1324 führte zum Ausbruch von Kämpfen innerhalb der Kommune und zur Ermordung oder Exilierung mehrerer Gegner der Carraresi. Albertino ging ebenfalls ins Exil, wo er auch verstarb.
Albertino war ein Freund und Schüler des paduanischen Frühhumanisten Lovato de’ Lovati. Ein um Lovato entstandener kleiner Kreis von Gelehrten, zu denen auch Albertino gehörte, befasste sich mit antiken lateinischen Werken und bemühte sich um die Pflege der lateinischen Sprache und Poesie. An antike Dramen angelehnt (vor allem an Seneca), verfasste Albertino sein wohl berühmtestes Werk Ecerinis (1314/1315), wofür er 1315 zum Poeta laureatus gekrönt wurde; einer antiken Tradition folgend war dies im Übrigen die erste überlieferte Dichterkrönung des Humanismus. Die Handlung dreht sich um den Aufstieg und Fall des Ghibellinenführer Ezzelino III. da Romano, den Albertino in düstersten Farben beschrieb. Dabei spielte er offen auf die jüngste Ereignisse und die Person von Cangrande I. della Scala an. Daneben verfasste er mehrere andere Werke, darunter ein Geschichtswerk über den Italienzug Heinrichs VII., an dessen Mailänder Königskrönung er als Mitglied der Paduaner Gesandtschaft teilnahm, sowie ein weiteres Werk über die darauf folgenden Jahre. Allerdings nehmen seine Prosawerke nicht den gleichen Rang ein wie seine zahlreichen Dichtungen, für die er viel Lob erhielt und in denen er teils auch eigene Erlebnisse verarbeitete; so verfasste er, nachdem er sich von einer Krankheit erholt hatte, das Gedicht Somnium („Traum“).

## Ausgaben
- Albertino Mussato. Thesaurus antiquitatum et historiarum italiae. Hrsg. von J. G. Graevius und P. Burmannus. Bd. 6 (2). Leiden 1722.
- Rerum italicarum scriptores. Hrsg. von L. A. Muratori. Bd. 10. Mailand 1727.
- Das Leben Kaiser Heinrich des Siebenten. Hrsg. von Walter Friedensburg. Leipzig 1882 (Die Geschichtschreiber der deutschen Vorzeit, 14. Jahrhundert, Bd. 1).
- Albertino Mussato: Ecerinide. Hrsg. von Luigi Padrin. Bologna 1900.